# Lizzie Burns
Lydia "Lizzie" Burns (6 de agosto de 1827  – 12 de septiembre de 1878, Londres) fue una mujer irlandesa de clase trabajadora, esposa del filósofo alemán Friedrich Engels.
Lizzie Burns era hija de Michael Burns o Byrne, tintorero en una fábrica de algodón, y de Mary Conroy. Es posible que la familia haya vivido en Deansgate.  Su madre murió en 1835 y su padre se volvió a casar un año después. 
Lizzie tenía una hermana mayor, Mary Burns (1821-1863), compañera de toda la vida de Engels hasta su muerte repentina a causa de una enfermedad cardíaca. Mary Burns y Engels consideraban el matrimonio una institución burguesa y nunca se casaron. En la década de 1850, cuando Mary Burns y Engels vivían en Ardwick, Lizzie se quedó con ellos como ama de llaves y, tras la muerte de su hermana, finalmente se convirtió en socia de Engels. En la década de 1870 vivían abiertamente como pareja en Londres, con la sobrina de Lizzie, Mary Ellen (conocida como Pumps), como ama de llaves. 
Tanto Lizzie como su hermana eran conocidas como mujeres formalmente analfabetas pero inteligentes, con fuertes vínculos con la clase trabajadora.  Le mostraron a Engels las condiciones reales de los empleados de las fábricas en Gran Bretaña. Eleanor Marx escribió que:

[Lizzie] era analfabeta y no sabía leer ni escribir, pero era sincera, honesta y, en cierto modo, la mujer más bondadosa que puedas conocer.

Rachel Holmes señala que "Al igual que su hermana, Lizzie Burns fue una participante dedicada en el movimiento republicano irlandés, y la casa que compartía con Engels en el 86 de Mornington Street era un lugar de reunión y una casa segura para los activistas fenianos. Amaba la libertad. sin corsé, ferozmente político y chispeante de diversión". Lizzie tuvo una influencia considerable en la joven Eleanor Marx, convirtiéndola en una entusiasta defensora del nacionalismo irlandés y los fenianos (Rachel Holmes "Eleanor Marx - a life", Londres, 2014, p. 88.) Si bien su padre Karl Marx tenía algunas reservas sobre los métodos violentos de los fenianos, Eleanor se identificaba completamente con ellos y regularmente firmaba sus cartas a Lizzie como "Eleanor, FS" (Hermana Feniana).
A principios de septiembre de 1878 Burns enfermó gravemente de algún tipo de tumor,  y para complacer sus creencias religiosas, Engels se casó con ella. Ella murió horas después. Su muerte causó una fuerte impresión en Engels. Más tarde escribió sobre ella: 

Mi esposa era una verdadera hija del proletariado irlandés y su apasionada devoción a la clase en la que nació valía mucho más para mí (y me ayudó más en momentos de estrés) que toda la elegancia de una clase media educada y artística. literata.

Engels hizo enterrar a Lydia en el cementerio católico de St Mary, Kensal Green y escribió en la lápida: ″LYDIA, esposa de Frederick Engels".